# Pietro Odescalchi

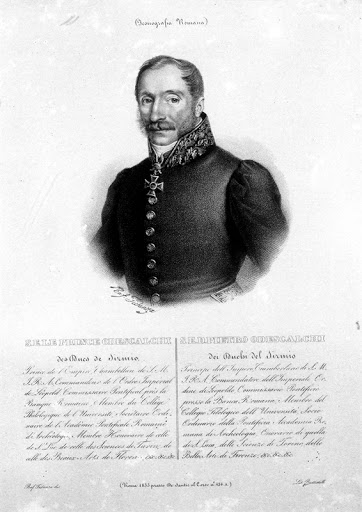
Litografia ad opera del pittore Raffaele Fidanza rappresentante Pietro Odescalchi

Pietro Odescalchi (Roma, 1º febbraio 1789 – Roma, 15 aprile 1856) è stato un letterato ed erudito italiano, direttore del Giornale arcadico di scienze, lettere ed arti, presidente della Pontificia accademia romana di archeologia e dell'Accademia dei Lincei.

## Biografia

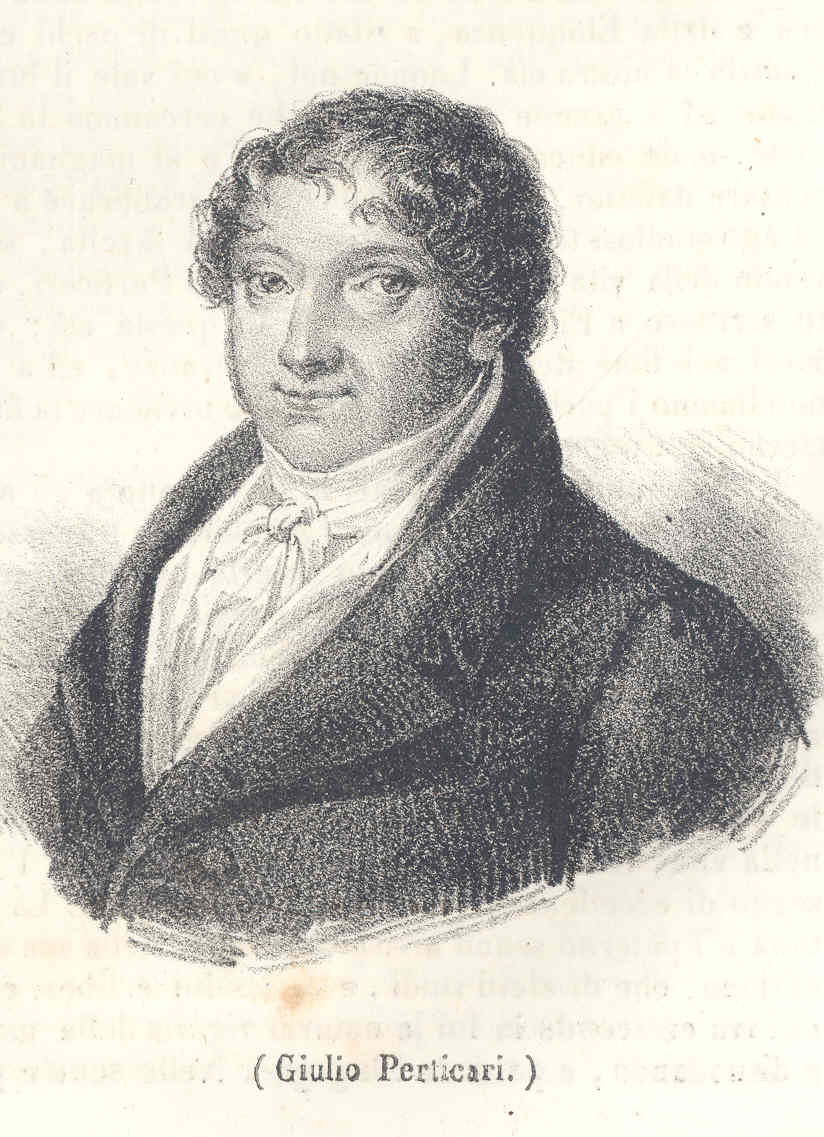
Giulio Perticari: influenzò l'orientamento letterario di Odescalchi

Nato a Roma nel 1789 da un'illustre famiglia di antica origine comasca, insediatasi nella città con l'elezione al soglio pontificio nel 1676 del cardinale Benedetto Odescalchi che assunse il nome di Innocenzo XI, Pietro fu educato privatamente secondo l'uso delle famiglie nobili del tempo, manifestando precocemente la sua predisposizione agli studi letterari ed eruditi.
Dopo un breve soggiorno parigino, tornato a Roma, con l'aiuto del padre, Baldassarre duca del Sirmio, si inserì nella nuova Accademia Tiberina.

Importante per la sua formazione fu la frequentazione, iniziata nel 1819, del poeta e scrittore Giulio Perticari. Il Perticari, genero di Vincenzo Monti e avversario degli innovatori ritenuti troppo sensibili alle influenze forestiere, riuscì a dissuadere il giovane Odescalchi dal suo iniziale interesse per le nuove correnti letterarie in favore di un orientamento classicista.
Nello stesso anno, insieme con altri eruditi e letterati: lo stesso Perticari, Salvatore Betti, Luigi Biondi, Bartolomeo Borghesi, Pietro Carpi, Antonio Nibby, e Giuseppe Tambroni diede vita al Giornale arcadico di scienze, lettere ed arti periodico di orientamento conservatore e critico verso il Romanticismo. Odescalchi, che fu il principale finanziatore del Giornale arcadico e suo direttore per trentasei anni, cercò di coinvolgere, nel 1820, nel nuovo periodico anche Giacomo Leopardi ma l'invito non fu accolto dal poeta di Recanati.

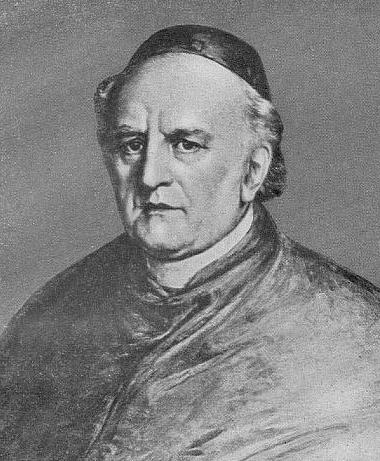
Angelo Mai: scoprì frammenti del De re publica di Cicerone

La sua opera più conosciuta, I frammenti de’ sei libri della Repubblica di Marco Tullio Cicerone..., dedicata al ritrovamento da parte di Angelo Mai nella Biblioteca Vaticana di ampi frammenti del De re publica di Cicerone, fu pubblicata nel 1826.
Odescalchi corrispose con alcuni importanti letterati e intellettuali dell'epoca tra i quali Ippolito Pindemonte, Vincenzo Monti e il fisico Giovanni Battista Pianciani.

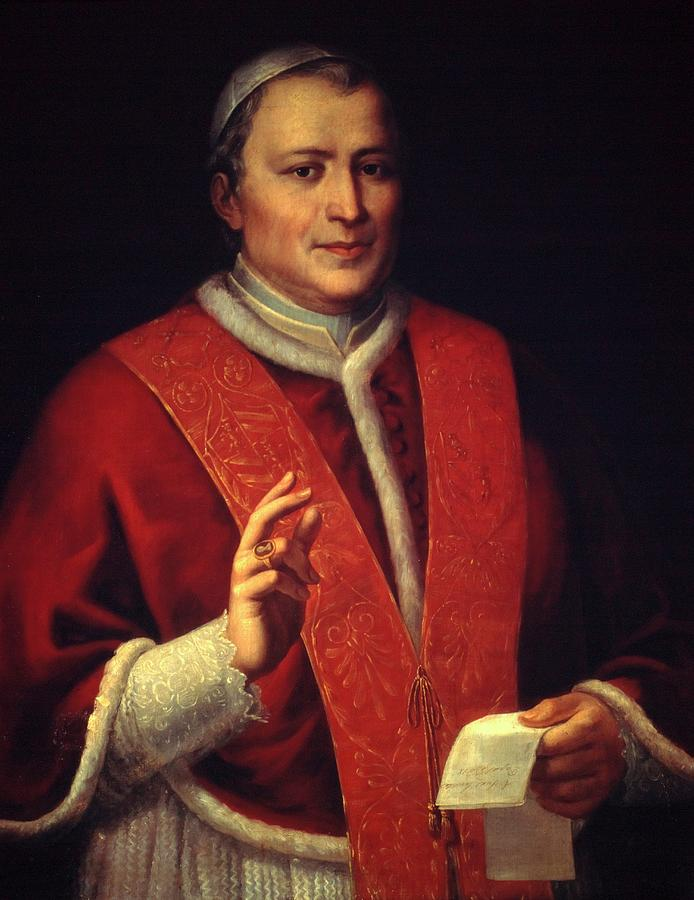
Pio IX: durante il suo pontificato Odescalchi fu nominato senatore di Roma

Membro dell'Accademia dell'Arcadia con il nome di Mirtillo Linceo , fu presidente della Pontificia accademia di archeologia, succedendo a Luigi Biondi. Favorito dalle prestigiose origini familiari, Odescalchi, con il succedersi dei vari pontefici, rivestì diverse cariche pubbliche di rilievo nell'amministrazione dello Stato Pontificio: fu capo dell'Ospedale San Gallicano per volontà di Pio VII, Leone XII lo volle alla direzione della Casa di correzione minorile, Gregorio XVI lo nominò commissario della Banca Romana. Con le riforme promosse dal nuovo pontefice Pio IX, crebbe il suo ruolo politico: fu inserito prima nella Consulta di Stato e poi, nel 1848, fu nominato senatore.
Nel 1849, dopo l'ingresso in Roma delle truppe francesi, comandate dal generale Oudinot, che misero fine alla Repubblica Romana, Odescalchi fu a capo della delegazione che chiese a Pio IX, che si era rifugiato a Gaeta il 24 novembre dell'anno precedente, di rientrare in città.
Tornato il papa a Roma, Odescalchi, che pure era stato inserito dal pontefice nel nuovo Consiglio di Stato, preferì ridurre i suoi impegni politici per dedicarsi nuovamente agli studi letterari e agli impegni accademici. Nel 1850 fu nominato presidente dei Lincei e nel 1856, a sessantasette anni, morì a Roma. Le esequie furono celebrate nella basilica di Santa Maria in Ara Coeli, tenne l'orazione funebre il gesuita Giovanni Battista Pianciani, fisico, membro dell'Accademia dell'Arcadia e dei Lincei.

## Opere
- Intorno la commedia ed il suo uso civile, Roma, Giuseppe Salviucci, 1823.
- Elogio del professore Pietro Ruga romano scritto dal commendatore D. Pietro de' principi Odescalchi, Roma, nella stamperia del Giornale arcadico presso Antonio Boulzaler, 1825
- Intorno all'edizione che è per fare il conte Francesco Cassi del suo volgarizzamento di Lucano, Pesaro, coi tipi di Annesio Nobili, 1826.
- I frammenti de' sei libri della Repubblica di Marco Tullio Cicerone volgarizzati dal principe D. Pietro Odescalchi, Roma, pe' torchi del Salviucci, 1826.
- Prose scelte del principe D. Pietro Odescalchi dei duchi di Sirmio, Milano, per Giovanni Silvestri, 1828.
- Degli obblighi che ha la letteratura italiana verso il sesso gentile. Ragionamento del principe D. Pietro Odescalchi dei Duchi del Sirmio, Roma, presso Antonio Boulzaler, 1828.
- Necrologia del padre Antonio Cesari dell'oratorio scritta dal principe D. Pietro Odescalchi, Roma, nella stamperia del Giornale arcadico presso Antonio Boulzaler, 1828.
- Elogio del cavaliere Vincenzo Monti scritto dal principe Pietro Odescalchi dei duchi del Sirmio, Roma, presso Simone Mercuri e f., 1829.
- Istoria del ritrovamento delle spoglie mortali di Raffaello Sanzio da Urbino, Roma, Boulzaler, 1833.
- Elogio del cardinale D. Placido Zurla detto in Arcadia dal principe D. Pietro Odescalchi dei Duchi del Sirmio, Roma, Tip. delle Belle Arti, 1836.
- De' nuovi lavori eseguiti nella diaconia de' SS. Vito e Modesto, Roma, Tip. P. Aureli, 1837.
- Elogio del principe D. Francesco Borghese Aldobrandini presidente della Cassa de' risparmi letto nel giorno della convocazione dei comizi per iscegliere il suo successore, Roma, per A. Monaldi, 1840.
- Elogio della principessa Guendalina Caterina Borghese nata Talbot, Roma, Tip. delle Belle Arti, 1841